# 아이돌의 구멍~닛테레 제닉을 찾자
아이돌의 구멍~닛테레 제닉을 찾자( (일본어: アイドルの穴〜日テレジェニックを探せ!〜))는 NTV에서 심야에 방송되는 그라비아 아이돌을 가지고 노는 토크로 진행되는 일본의 버라이어티 프로그램이다.